# Poruka iz Areciba
Poruka iz Areciba je poruka emitirana u svemir putem FM radio valova na svečanosti obilježavanja obnove radio teleskopa u Arecibu, u Portoriku, 16. studenog 1974. godine. Emitirana je prema kuglastom skupu M13, udaljenom oko 25 000 svjetlosnih godina. Poruka se sastojala od 1679 binarnih znamenki, približno 210 bajtova, a emitirana je na frekvenciji od 2380 MHz i modulirana pomicanjem frekvencije od 10 Hz i sa snagom od 1000 kW. Znamenke su emitirane frekvencijskim pomakom u iznosu od 10 bita po sekundi, a ukupno emitiranje trajalo je oko tri minute.
Poruka je generirana postavljanjem 1679 bita u 23 stupca od 73 redaka (23 i 73 su prosti brojevi koji umnoženi daju 1679). Ovaj je raspored odabran jer alternativni aranžman (73 stupca po 23 redaka) daju besmislenu poruku.
Poruku je napisao dr. Frank Drake, kreator Drakeove jednadžbe, između ostalih i uz pomoć Carla Sagana. Poruka se sastoji od sedam dijelova (od vrha prema dolje):
1. brojevi od jedan (1) do deset (10)
2. atomski brojevi elemenata (vodik, ugljik, dušik, kisik, fosfor) od kojih je sastavljena deoksiribonukleinska kiselina (DNK)
3. formule za šećere i baze u nukleotidima DNK
4. broj nukleotida u DNK i prikaz dvostruke spiralne strukture DNK
5. prikaz čovjeka, dimenzije (tjelesna visina) prosječnog čovjeka i broj stanovništva na Zemlji
6. prikaz Sunčevog sustava koji ukazuje s kojeg planeta poruka dolazi
7. prikaz radio teleskopa u Arecibu i dimenzije (promjer) tanjura antene

S obzirom na to da će poruci trebati 25 000 godina da stigne na svoje odredište (i dodatnih 25 000 godina za mogući odgovor), poruka iz Areciba više je zamišljena kao demonstracija mogućnosti nedavno instalirane opreme u nadograđenom teleskopu kao i ljudskog tehnološkog napretka nego pravi pokušaj da se stupi u kontakt s izvanzemaljcima. Nadalje, zvijezde unutar M13, prema kojima je poruka poslana, neće se niti nalaziti na tom položaju kada poruka stigne na svoje odredište.

## Objašnjenje

### Brojevi
```
1 2 3 4 5 6 7 8 9 10
----------------------
0 0 0 1 1 1 1 00 00 00
0 1 1 0 0 1 1 00 00 10
1 0 1 0 1 0 1 01 11 01
X X X X X X X X X X <-oznaka najmanje značajne znamenke
```

Brojevi od 1 do 10 prikazani u binarnom brojevnom sustavu (zadnji red označava početak svakog broja).
Čak i pod pretpostavkom da će primatelji prepoznati binarni sustav, kodiranje brojeva možda neće odmah biti očito zbog načina na koji su napisani. Da bi se pročitalo prvih sedam znamenki, treba zanemariti zadnji red i pročitati ih kao tri binarne znamenke od vrha do dna, gdje je najgornja znamenka najznačajnija. Čitanje brojeva 8, 9 i 10 je nešto drugačije, jer je njima pridodan dodatni stupac pored prvoga (na slici desno). Namjera je bila pokazati da se brojevi preveliki za jedan stupac mogu napisati u nekoliko sljedećih stupaca, gdje susjedni stupci nemaju osnovnu oznaku.

### Elementi DNK
```
H C N O P
1 6 7 8 15
----------
0 0 0 1 1
0 1 1 0 1
0 1 1 0 1
1 0 1 0 1
X X X X X
```

Prikazani su brojevi 1, 6, 7, 8 i 15. To su atomski brojevi vodika (H), ugljika (C), dušika (N), kisika (O) i fosfora (P), sastavnih dijelova DNK.
Brojevi 8 i 15 napisani su logičkim produžetkom binarnog koda, a ne metodom uzastopnih stupaca kao u prvom dijelu poruke.

### Nukleotidi
|                      |                   |                  |                      |  |  |
| deoksiriboza (C5H7O) | adenin (C5H4N5)   | timin (C5H5N2O2) | deoksiriboza (C5H7O) |  |  |
| fosfat (PO4)         |                   |                  | fosfat (PO4)         |  |  |
| deoksiriboza (C5H7O) | citozin (C4H4N3O) | gvanin (C5H4N5O) | deoksiriboza (C5H7O) |  |  |
| fosfat (PO4)         |                   |                  | fosfat (PO4)         |  |  |
|                      |                   |                  |                      |  |  |

Nukleotidi su opisani kao slijed od pet atoma koji se pojavljuju na prethodnoj liniji. Svaki slijed predstavlja molekularnu formulu nukleotida ugrađenog u DNK (za razliku od slobodnog oblika nukleotida).
Npr. deoksiriboza (C5H7O u DNK, C5H10O4 kada je slobodna), nukleotid u gornjem lijevom kutu slike, čita se:
```
11000
10000
11010
XXXXX
-----
75010
```

tj. 7 atoma vodika, 5 atoma ugljika, 0 atoma dušika, 1 atom kisika i 0 atoma fosfora.

### Dvostruka spirala
```
11
11
11
11
11
01
11
11
01
11
01
11
10
11
11
01
X
```

```
1111111111110111 1111101101011110 (binarni)
= 4 294 441 822 (dekadski)
```

Dvostruka spiralna struktura DNK; okomita linija predstavlja broj nukleotida. Prikazana vrijednost je oko 4,3 milijarde koliko se 1974. vjerovalo da ih ima. Danas se smatra da postoji oko 3,2 milijarde parova baza u ljudskom genomu.

### Čovječanstvo
```
        X011011
         111111
X0111    110111
         111011
         111111
         110000
```

```
1110 (binarni) = 14 (dekadski)
```

```
000011 111111 110111 111011 111111 110110 (binarni)
= 4 292 853 750 (dekadski)
```

Element u središtu predstavlja čovjeka. Element na lijevoj strani slike označava prosječnu visinu odraslog muškarca (1,764 m), koja je prikazana vodoravno pisanim binarnim brojem 14 pomnoženim s valnom duljinom poruke (126 mm). Element na desnoj strani prikazuje veličinu ljudske populacije 1974. godine, oko 4,3 milijarde. U ovom slučaju broj je orijentiran vodoravno.

### Planeti
```
                    Zemlja
Sunce Merkur Venera        Mars Jupiter Saturn Uran Neptun Pluton
```

Prikaz Sunčevog sustava, sa Suncem i planetima poredanim po svojim pozicijama prema Suncu: Merkur, Venera, Zemlja, Mars, Jupiter, Saturn, Uran, Neptun i Pluton. (Pluton je u međuvremenu klasificiran kao patuljasti planet, ali u vrijeme slanja poruke još se smatrao planetom.)
Zemlja je treći planet od Sunca te je njezin prikaz pomaknut u red iznad da bi se identificirala kao planet s kojeg je poruka poslana. Također, ljudski je lik prikazan kako "stoji" na Zemlji.

### Teleskop
```
dva donja reda:
     100101
<--- 111110X --->
```

```
100101 111110 (binarni) = 2430 (dekadski)
```

Posljednji dio poruke predstavlja radio teleskop u Arecibu i njegov promjer: 2430 pomnoženo s valnom duljinom što daje 306,18 m. Broj je orijentiran vodoravno, s oznakom najmanje značajne znamenke u donjem desnom kutu slike. Dio slike koji izgleda kao slovo "M" čitatelju poruke treba pokazati da zaobljena linija predstavlja parabolično zrcalo.

## Poruka kao binarni niz znakova[3]
```
00000010101010000000000
00101000001010000000100
10001000100010010110010
10101010101010100100100
00000000000000000000000
00000000000011000000000
00000000001101000000000
00000000001101000000000
00000000010101000000000
00000000011111000000000
00000000000000000000000
11000011100011000011000
10000000000000110010000
11010001100011000011010
11111011111011111011111
00000000000000000000000
00010000000000000000010
00000000000000000000000
00001000000000000000001
11111000000000000011111
00000000000000000000000
11000011000011100011000
10000000100000000010000
11010000110001110011010
11111011111011111011111
00000000000000000000000
00010000001100000000010
00000000001100000000000
00001000001100000000001
11111000001100000011111
00000000001100000000000
00100000000100000000100
00010000001100000001000
00001100001100000010000
00000011000100001100000
00000000001100110000000
00000011000100001100000
00001100001100000010000
00010000001000000001000
00100000001100000000100
01000000001100000000100
01000000000100000001000
00100000001000000010000
00010000000000001100000
00001100000000110000000
00100011101011000000000
00100000001000000000000
00100000111110000000000
00100001011101001011011
00000010011100100111111
10111000011100000110111
00000000010100000111011
00100000010100000111111
00100000010100000110000
00100000110110000000000
00000000000000000000000
00111000001000000000000
00111010100010101010101
00111000000000101010100
00000000000000101000000
00000000111110000000000
00000011111111100000000
00001110000000111000000
00011000000000001100000
00110100000000010110000
01100110000000110011000
01000101000001010001000
01000100100010010001000
00000100010100010000000
00000100001000010000000
00000100000000010000000
00000001001010000000000
01111001111101001111000
```

## Vanjske poveznice
- Službene web stranice zvjezdarnice Arecibo